# The Dance (álbum)
The Dance es un álbum en vivo de la banda británica de rock Fleetwood Mac, publicado en 1997 por Reprise Records. Es el primer trabajo desde Tango in the Night de 1987 que aparece la alineación más exitosa de la agrupación; Lindsey Buckingham, Christine McVie, Stevie Nicks, John McVie y Mick Fleetwood, y a su vez es la producción en vivo más exitosa con más de 7 millones de copias vendidas en todo el mundo calculadas hasta el 2011.

## Antecedentes
En 1997 Buckingham, Nicks, J. McVie, C. McVie y Fleetwood se reunieron para la celebración de los primeros veinte años desde la publicación de Rumours y para ello dieron una serie de conciertos bajo el nombre de The Dance Tour por varias ciudades estadounidenses. A través de la cadena MTV, grabaron el material en la presentación en Burbank el 23 de mayo la cual se lanzó en CD y en DVD. Además y para este proyecto, Buckigham escribió los temas «Bleed to Love Her» y «My Little Demon».
Por otro lado y como dato, la portada fue creada por David LaChapelle en la que Mick emula la posición de la carátula de Rumours y que Buckingham aparece con el mismo bastón que en la portada de Fleetwood Mac de 1975.

## Recepción comercial
Debutó en el primer puesto en la lista Billboard 200 de los Estados Unidos y durante la primera semana vendió más de 199 000 copias. Hasta el momento en dicho país ha vendido más de 5 millones de copias, equivalente a cinco discos de platino los que fueron certificados por la RIAA en el año 2000.  Mientras que en el Reino Unido solo obtuvo la posición 15 en los UK Albums Chart y en 2016 recibió disco de platino luego de superar las 300 000 copias vendidas.
Para promocionarlo fueron lanzados cuatro sencillos, siendo «Landslide» y «Silver Springs» los más exitosos.

## Lista de canciones
| N.º | Título                | Escritor(es)                                     | Duración |  |
| 1.  | «The Chain»           | Buckingham, Nicks, C. McVie, J. McVie, Fleetwood | 5:11     |  |
| 2.  | «Dreams»              | Nicks                                            | 4:39     |  |
| 3.  | «Everywhere»          | C. McVie                                         | 3:28     |  |
| 4.  | «Rhiannon»            | Nicks                                            | 6:48     |  |
| 5.  | «I'm So Afraid»       | Buckingham                                       | 7:45     |  |
| 6.  | «Temporary One»       | C. McVie                                         | 4:00     |  |
| 7.  | «Bleed to Love Her»   | Buckingham                                       | 3:27     |  |
| 8.  | «Big Love»            | Buckingham                                       | 3:06     |  |
| 9.  | «Landslide»           | Nicks                                            | 4:28     |  |
| 10. | «Say You Love Me»     | C. McVie                                         | 5:00     |  |
| 11. | «My Little Demon»     | Buckingham                                       | 3:33     |  |
| 12. | «Silver Springs»      | Nicks                                            | 5:41     |  |
| 13. | «You Make Loving Fun» | C. McVie                                         | 3:50     |  |
| 14. | «Sweet Girl»          | Nicks                                            | 3:19     |  |
| 15. | «Go Your Own Way»     | Buckingham                                       | 5:00     |  |
| 16. | «Tusk»                | Buckingham                                       | 4:22     |  |
| 17. | «Don't Stop»          | C. McVie                                         | 5:31     |  |

## Músicos

### Fleetwood Mac
- Stevie Nicks: voz
- Lindsey Buckingham: guitarra, banjo y voz
- Christine McVie: teclados, piano, acordeón y voz
- John McVie: bajo
- Mick Fleetwood: batería

### Músicos adicionales
- Brett Tuggle: teclados, guitarra y coros
- Neale Heywood: guitarra y coros
- Lenny Castro: percusión
- Sharon Celani: coros
- Mindy Stein: coros
- USC. Trojan Marching Band en «Tusk»